# 아델레아아목
아델레아아목(Adeleorina)은 정단복합체충문에 속하는 원생생물 아목의 하나이다.

## 역사
이 분류는 1911년 리제(Léger)가 생성했다. 처음 확인된 종은 유럽의 개구리에서 발견하여, 1871년 랑케스터(Lankester)가 명명한 "닥틸로소마 라나룸"(Dactylosoma ranarum)이다. 처음에는 "운둘리나 라나룸"(Undulina ranarum)으로 불렀지만, 1882년에 Drepanidium ranarum로 변경했다. 이후 이 종은 "닥틸로소마속"(Dactylosoma)으로 옮겨졌다.
카니네 헵파토주노시스(Canine hepatozoonosis)는 인도에서 제임스(James)가 1905년에 처음 기술했다. 이 생물은 "레우코키토준 카니스"(Leukocytozoon canis)라고 명명했다. 갈색개참진드기(Rhipicephalus sanguineus)가 매개 동물이라는 사실은 1907년 크리스토퍼(Christopher)에 의해 밝혔졌다.
1908년 밀러(Miller)가 생성한 분류 "헵파토준속"(Hepatozoon)은 집쥐(Rattus norvegicus)의 몸에 기생하며, 간에서 분열생식을 하거나 진드기 Laelap echidinus에서 포자생식을 한다.
처음에 이 속은 레저(Ledger)가 Haemogregarinidae로 분류했지만, 그후 이 분류는 삭제되었고 1926년 웬욘(Wenyon)이 Hepatozoidae를 만들어 다시 분류했다.

## 하위 과
- Adeleidae
- Dactylosomatidae
- Haemogregarinidae
- Hepatozoidae
- Karyolysidae
- Klossiellidae
- Legerellidae